# Hviezdoslavov
Hviezdoslavov es un municipio del distrito de Dunajská Streda en la región de Trnava, Eslovaquia, con una población estimada a final del año 2024 de 3772 habitantes.
Se encuentra ubicado al sur de la región, cerca de los ríos Danubio y Váh, y de la frontera con Hungría y la región de Bratislava.

## Demografía
| Año        | 1994 | 2004     | 2014      | 2024      |
| ---------- | ---- | -------- | --------- | --------- |
| Población  | 270  | 359      | 974       | 3772      |
| Diferencia |      | +32,96 % | +171,30 % | +287,26 % |

| Año        | 2023 | 2024    |
| ---------- | ---- | ------- |
| Población  | 3446 | 3772    |
| Diferencia |      | +9,46 % |